# 内部村
内部村（うつべむら）は三重県三重郡にあった村。現在の四日市市の南東部、四日市あすなろう鉄道内部線・内部駅の周辺から西方にかけての区域にあたる。

## 地理
- 河川：内部川、足見川、鎌谷川、小松川

## 歴史
- 1889年（明治22年）4月1日 - 町村制の施行により、波木村・貝家村・采女村・北小松村・小古曽村の区域をもって発足。
- 1943年（昭和18年）9月15日 - 四日市市に編入。同日内部村廃止。

## 交通

### 鉄道路線
- 三重鉄道
  - 鈴鹿支線（現・四日市あすなろう鉄道内部線）
    - 追分駅 - 小古曽駅 - 内部駅

### 道路
- 国道1号（現在も国道1号）